# Kate Haywood
Kate Emma Haywood (Grimsby, 1 de abril de 1987) es una deportista británica que compitió en natación, especialista en el estilo braza.
Ganó dos medallas en el Campeonato Mundial de Natación en Piscina Corta de 2008, cuatro medallas en el Campeonato Europeo de Natación entre los años 2006 y 2010, y tres medallas en el Campeonato Europeo de Natación en Piscina Corta, en los años 2004 y 2006.
Participó en dos Juegos Olímpicos de Verano, en los años 2008 y 2012, ocupando el cuarto lugar en Pekín 2008, en la prueba de 4 × 100 m estilos.

## Palmarés internacional
| Campeonato Mundial en Piscina Corta | Campeonato Mundial en Piscina Corta | Campeonato Mundial en Piscina Corta | Campeonato Mundial en Piscina Corta |
| Año                                 | Lugar                               | Medalla                             | Prueba                              |
| ----------------------------------- | ----------------------------------- | ----------------------------------- | ----------------------------------- |
| 2008                                | Mánchester (Reino Unido)            | Medalla de plata                    | 50 m braza                          |
| 2008                                | Mánchester (Reino Unido)            | Medalla de plata                    | 4 × 100 m estilos                   |
| Campeonato Europeo                  |                                     |                                     |                                     |
| Año                                 | Lugar                               | Medalla                             | Prueba                              |
| 2006                                | Budapest (Hungría)                  | Medalla de plata                    | 50 m braza                          |
| 2008                                | Eindhoven (Países Bajos)            | Medalla de oro                      | 4 × 100 m estilos                   |
| 2010                                | Budapest (Hungría)                  | Medalla de oro                      | 4 × 100 m estilos                   |
| 2010                                | Budapest (Hungría)                  | Medalla de plata                    | 50 m braza                          |
| Campeonato Europeo en Piscina Corta |                                     |                                     |                                     |
| Año                                 | Lugar                               | Medalla                             | Prueba                              |
| 2004                                | Viena (Austria)                     | Medalla de bronce                   | 50 m braza                          |
| 2006                                | Helsinki (Finlandia)                | Medalla de plata                    | 50 m braza                          |
| 2006                                | Helsinki (Finlandia)                | Medalla de bronce                   | 4 × 50 m libre                      |